# Vladete Kovačevića
La rue Vladete Kovačevića (en serbe cyrillique : Владете Ковачевића) est une rue de Belgrade, la capitale de la Serbie, située dans la municipalité urbaine de Savski venac.

## Parcours
La rue Vladete Kovačevića naît à la hauteur de la rue Vase Pelagića. Elle s'oriente vers l'ouest puis se termine à la hauteur de la rue Sanje Živanovića.

## Missions diplomatiques
L'ambassade d'Angola se trouve au n° 14 de la rue. La section consulaire de l'ambassade de Hongrie est située au n° 3.

## Éducation
L'école maternelle Kralj Petar I (« Roi Pierre Ier ») est située au n° 1.

## Média
La chaîne de télévision culturelle Art TV a son siège au n° 6.